# Hieracium arnedianum
Hieracium arnedianum es una especie de planta con flor del género Hieracium, de la familia Asteraceae, orden Asterales.

## Distribución
Hieracium arnedianum se distribuye por España.

## Taxonomía
Fue descrita científicamente por Mateo & Alejandre. Fue publicada en Flora Montiber. 34: 28 (2006).